# René Beaumont
Pour les articles homonymes, voir Beaumont.
René Beaumont, né le 29 février 1940 à Lyon (Rhône), est un homme politique français, député puis sénateur de Saône-et-Loire. Ancien membre de l'UDF, il rejoint l'UMP à la création de ce parti en 2002.

## Biographie
Vétérinaire de profession (de 1966 à 1985), il est élu sénateur de Saône-et-Loire le 26 septembre 2004. Il ne se représente pas aux élections du 28 septembre 2014.

## Autres mandats
- Adjoint au maire de Varennes-Saint-Sauveur de 2001 à 2008
- Président fondateur en 1986 de l'association Bresse Initiative (agence de développement économique de la Bresse bourguignonne)
- Membre de l'Autorité de contrôle des nuisances aéroportuaires[2]

## Anciens mandats
- Président de la Communauté de communes du Canton de Cuiseaux de 1974 à 2008
- Député de Saône-et-Loire (scrutin proportionnel) de 1986 à 1988 puis député de la 6e circonscription (Louhans) de 1988 à 1997, battu en 1997 par Arnaud Montebourg,
- Président du conseil général de Saône-et-Loire de 1985 à 2004, battu aux cantonales cette année-là par Frédéric Cannard,
- Maire de Varennes-Saint-Sauveur de 1970 à 2001.
- Sénateur de Saône-et-Loire 2004 à 2014

## Distinctions
- 2022  Officier de la Légion d'honneur (Chevalier en 2003)[3].